# Ред-Меса
Ред-Меса (англ. Red Mesa) — переписна місцевість (CDP) в США, в окрузі Апачі штату Аризона. Населення — 354 особи (2020).

## Географія
Ред-Меса розташований за координатами 36°58′18″ пн. ш. 109°22′9″ зх. д. / 36.97167° пн. ш. 109.36917° зх. д. (36.971624, -109.369148). За даними Бюро перепису населення США в 2010 році переписна місцевість мала площу 33,27 км², з яких 33,27 км² — суходіл та 0,01 км² — водойми.

## Демографія
Згідно з переписом 2010 року, у переписній місцевості мешкало 480 осіб у 151 домогосподарстві у складі 106 родин. Густота населення становила 14 особи/км². Було 202 помешкання (6/км²).
Расовий склад населення:
| - 85,0 % — корінних американців - 9,2 % — білих - 1,5 % — азіатів - 0,4 % — чорних або афроамериканців - 2,3 % — осіб інших рас |

До двох чи більше рас належало 1,7 %. Частка іспаномовних становила 5,0 % від усіх жителів.
За віковим діапазоном населення розподілялося таким чином: 37,3 % — особи молодші 18 років, 57,5 % — особи у віці 18—64 років, 5,2 % — особи у віці 65 років та старші. Медіана віку мешканця становила 26,7 року. На 100 осіб жіночої статі у переписній місцевості припадало 86,8 чоловіків; на 100 жінок у віці від 18 років та старших — 83,5 чоловіків також старших 18 років.
Середній дохід на одне домашнє господарство становив 48 682 долари США (медіана — 42 321), а середній дохід на одну сім'ю — 48 492 долари (медіана — 41 071). За межею бідності перебувало 17,6 % осіб, у тому числі 6,1 % дітей у віці до 18 років та 33,3 % осіб у віці 65 років та старших.
Цивільне працевлаштоване населення становило 79 осіб. Основні галузі зайнятості: освіта, охорона здоров'я та соціальна допомога — 81,0 %, роздрібна торгівля — 6,3 %, будівництво — 2,5 %.